# Corsicana
Corsicana is een plaats (city) in de Amerikaanse staat Texas, en valt bestuurlijk gezien onder Navarro County.

## Demografie
Bij de volkstelling in 2000 werd het aantal inwoners vastgesteld op 24.485.
In 2006 is het aantal inwoners door het United States Census Bureau geschat op 26.422, een stijging van 1937 (7.9%).

## Geografie
Volgens het United States Census Bureau beslaat de plaats een oppervlakte van
56,2 km², waarvan 53,7 km² land en 2,5 km² water. Corsicana ligt op ongeveer 132 m boven zeeniveau.

## Plaatsen in de nabije omgeving
De onderstaande figuur toont nabijgelegen plaatsen in een straal van 16 km rond Corsicana.

## Geboren
- Jacqueline Logan (1901-1983), actrice
- Mary Brian (1906-2002), actrice
- Tyree Glenn (1912-1974), een trombonist en vibrafonist
- Lefty Frizzell (1928-1975), countryzanger
- David Newman (jazzmuzikant) (1933-2009), jazz- en blues-tenorsaxofonist
- Beauford Halbert Jester (1893-1949), Democratisch gouverneur van Texas 1947-1949